# Bernd Storck
Bernd Storck, né le 25 janvier 1963  à Herne en Allemagne, est un footballeur et entraîneur allemand qui joue au poste de défenseur.

## Biographie

### Carrière de joueur
Avec le VfL Bochum puis le Borussia Dortmund, Bernd Storck participe à 170 matchs de première division allemande dans les années 1980. Il remporte également la Coupe d'Allemagne en 1989.

### Carrière d'entraîneur

#### Débuts en tant qu'adjoint
Par la suite, il se reconvertit en entraîneur, et est l'entraîneur adjoint de plusieurs clubs, principalement en Allemagne.

#### FK Almaty
Il devient entraîneur principal pour la première fois en 2008 avec le FK Almaty.

#### Equipe nationale du Kazakhstan
Il devient le sélectionneur de l'équipe espoirs du Kazakhstan. 
Il prend ensuite les rênes de l'équipe nationale kazakhe, avant d'être limogé en 2010.

#### Équipe Nationale Hongroise
Après une période plus instable, Storck parvient à revenir sur le banc d'une équipe nationale, en prenant la tête de la sélection hongroise A en 2015. Il est surnommé le Sacchi des Carpates pour ses qualités de tacticien hors-pair, et s'est fixé l'objectif d'atteindre le dernier carré de l'Euro 2016 organisé en France. Il est limogé en octobre 2017 pour s'être montrer incapable de qualifier la Hongrie pour la coupe du monde 2018. Le 30 octobre 2017, Georges Leekens lui succède.

#### Royal Excel Mouscron
Le 2 septembre 2018,  il devient entraîneur du club belge du Royal Excel Mouscron, dernier de la Jupiler Pro League avec 0 point en 6 matchs de championnat.  Il a signé un contrat portant jusqu'en juin 2019 avec option pour une année supplémentaire et aura pour mission de maintenir le club en D1A.
Il réussit pleinement sa mission de maintenir le club Hurlu en 1ère division, avec l'honneur pour le club d'être la meilleure équipe du 2e tour.
Malgré la volonté de la direction mouscronnoise de continuer avec lui, Bernd Storck décide de quitter le club à la fin de la saison. 

#### Cercle de Bruges
Le 12 octobre 2019, il est nommé entraîneur principal du Cercle de Bruges en remplacement de Fabien Mercadal jusqu'à la fin de la saison.  Il aura pour mission de maintenir le club en D1A.
Bernd Storck réussit l'exploit de maintenir le Cercle en D1, notamment grâce à 4 victoires consécutives qui ont permis au club brugeois, alors dernier du classement, de dépasser ses plus proches concurrents.
Malgré son objectif maintien réussi, Bernd Storck décide de quitter le Cercle de Bruges le 22 avril 2020.

#### DAC Dunajská Streda
Le 21 mai 2020, Bernd Storck est nommé entraîneur principal du DAC Dunajská Streda, en Slovaquie.
Le 21 avril 2021, alors que le club est 2e en championnat (à 10 point de la 1ere place), la direction annonce de commun accord que Bernd Storck quitte son poste avec effet immédiat.

#### KRC Genk
Le 7 décembre 2021, Bernd Storck devient le nouvel entraîneur principal du KRC Genk, en remplacement de John van den Brom, remercié pour résultats insuffisants.
8e lors de sa prise de fonction, le club finit à cette même position à la fin de la phase classique (a égalité de point avec Saint-Trond mais avec une meilleure différence de buts), le qualifiant pour les Europe Playoffs.
Il termine 2e dans ce mini-championnat.  Insuffisant toutefois pour convaincre la direction de prolonger son contrat.
Il quitte donc le club à la fin de la saison.

#### KAS Eupen
Le 25 mai 2022, Bernd Storck devient le nouvel entraîneur du KAS Eupen. Il a signé un contrat d'une saison.
Le 23 octobre 2022, l'entraîneur allemand est démis de ses fonctions en raison du manque de résultats du club (15e sur 18 au classement en championnat avec un bilan de 12 points sur 42 pour 4 victoires et 10 défaites).

## Palmarès
- Coupe d'Allemagne : 
  - Vainqueur en 1989 avec le Borussia Dortmund

- Supercoupe d'Allemagne : 
  - Vainqueur en 1989 avec le Borussia Dortmund